# Wictor Hagman
Wictor Hagman, född Adolf Viktor Teodor Hagman 20 april 1888 i Stockholm, död 26 december 1937 i Oscars församling i Stockholm, var en svensk skådespelare.
Wictor Hagman gick Dramatens elevskola 1913–1915. Han filmdebuterade 1918 i Mauritz Stillers Thomas Graals bästa barn och kom att medverka i sammanlagt ett trettiotal filmer fram till och med 1938. Han var bror till skådespelaren Calle Hagman. De är begravda på Norra begravningsplatsen utanför Stockholm.

## Filmografi
- 1918 – Thomas Graals bästa barn
- 1922 – Fröken på Björneborg
- 1923 – Närkingarna
- 1924 – Flickan från Paradiset
- 1924 – Folket i Simlångsdalen
- 1925 – Styrman Karlssons flammor
- 1925 – Två konungar
- 1926 – Sven Klingas levnadsöde
- 1926 – Hon, Han och Andersson
- 1927 – Spökbaronen
- 1927 – Hin och smålänningen
- 1928 – Från kyffen till hälsobostäder
- 1928 – Gustaf Wasa del I
- 1928 – Stormens barn
- 1928 – Svarte Rudolf
- 1929 – Rågens rike
- 1930 – Ulla, min Ulla
- 1930 – Kronans kavaljerer
- 1930 – Den gamla gården
- 1931 – Kärlek och landstorm
- 1931 – En kärleksnatt vid Öresund
- 1932 – Hans livs match
- 1932 – Lyckans gullgossar
- 1932 – Söderkåkar
- 1933 – Luftens Vagabond
- 1933 – En melodi om våren
- 1933 – Vad veta väl männen
- 1934 – Anderssonskans Kalle
- 1934 – Hon eller ingen
- 1934 – Simon i Backabo
- 1935 – Grabbarna i 57:an
- 1935 – Valborgsmässoafton
- 1936 – Annonsera!
- 1936 – 65, 66 och jag
- 1936 – 33.333
- 1936 – Johan Ulfstjerna
- 1936 – Kungen kommer
- 1937 – John Ericsson – segraren vid Hampton Roads
- 1937 – Bergslagsfolk
- 1937 – Klart till drabbning
- 1937 – Lyckliga Vestköping
- 1937 – Ryska snuvan
- 1938 – Vi som går scenvägen

## Teater

### Roller (ej komplett)
| År   | Roll                                 | Produktion                                                                                      | Regi            | Teater                      |
| ---- | ------------------------------------ | ----------------------------------------------------------------------------------------------- | --------------- | --------------------------- |
| 1925 | En österrikare                       | Portiern på Maxim (Le Chasseur de chez Maxim's) Yves Mirande, Gustave Quinson och Henri Geroule | Ernst Eklund    | Blancheteatern              |
| 1926 | Alfred Strand                        | Kassabrist Vilhelm Moberg                                                                       | Erik Berglund   | Blancheteatern              |
| 1926 | Lacotte                              | Chou-Chou (Chouchou poids plume) Jacques Bousqeet och Alexandre Madis                           | Einar Fröberg   | Blancheteatern              |
| 1927 | Konrad                               | Vackra Ville Hans Brask                                                                         | Gustaf Edgren   | Lilla Folkteatern           |
| 1928 | Erik Berge, arkitekt                 | Silkesstrumpan Algot Sandberg                                                                   | John Norrman    | Lilla Folkteatern           |
| 1928 |                                      | Österlunds Hanna Frans Hedberg                                                                  | Hjalmar Peters  | Tantolundens friluftsteater |
| 1929 | Leopold Molcke                       | Handen Åke Sundborg                                                                             | Hugo Bolander   | Lilla Folkteatern           |
| 1929 | Gunnar Palm, författare              | Aldrig i livet Gustaf af Geijerstam                                                             | Hugo Bolander   | Lilla Folkteatern           |
| 1930 | Sir Thomas Lovell                    | Henrik VIII (The Famous History of the Life of King Henry the Eighth) William Shakespeare       | Thomas Warner   | Oscarsteatern               |
| 1930 | Direktör David Josephson, procentare | Söderkåkar Gideon Wahlberg                                                                      | Hugo Jacobson   | Tantolundens friluftsteater |
| 1932 | Clinton Blackburn                    | Boxare (Is Zat So) James Gleason och Richard Taber                                              | Oscar Lund      | Folkteatern                 |
| 1932 | Hörndl                               | Pengar på banken (Tanz der Millionen) Fritz Löhner-Beda                                         | Erik Berglund   | Folkteatern                 |
| 1933 |                                      | Den tappre soldaten Schwejk (Osudy dobrého vojáka Švejka za světové války) Jaroslav Hašek       | Oscar Winge     | Södra Teatern               |
| 1936 | Kammarherre Flor                     | Vildanden Henrik Ibsen                                                                          | Martha Lundholm | Vasateatern                 |